# Cornelia Dörr (nadadora)
Cornelia Dörr (1958) es una deportista de la RDA que compitió en natación, especialista en el estilo libre. Ganó dos medallas en el Campeonato Europeo de Natación de 1974.

## Palmarés internacional
| Campeonato Europeo | Campeonato Europeo | Campeonato Europeo | Campeonato Europeo |
| Año                | Lugar              | Medalla            | Prueba             |
| ------------------ | ------------------ | ------------------ | ------------------ |
| 1974               | Viena (Austria)    | Medalla de oro     | 800 m libre        |
| 1974               | Viena (Austria)    | Medalla de plata   | 400 m libre        |